# Шрода Шльонска
Шро̀да Шльо̀нска (на полски: Środa Śląska; на немски: Neumarkt in Schlesien; на латински: Slezská Středa) е град в Югозападна Полша, Долносилезко войводство. Административен център е на Шродски окръг, както и на градско-селската Шродска община. Заема площ от 14,94 км2.